# دانشگاه نیواورلئان
دانشگاه نیو اورلئان یکی از دانشگاه‌های آمریکاست که در سال ۱۹۵۸ پایه‌گذاری شده‌است.